# Polychrysum tadshikorum
Polychrysum tadshikorum là một loài thực vật có hoa trong họ Cúc. Loài này được (Kudr.) Kovalevsk. miêu tả khoa học đầu tiên năm 1962.